# Я — твій
«Я — твій» (фр. Je suis à toi, міжнародна назва — англ. All Yours) — фільм-драма спільного виробництва Бельгії та Канади, поставлений 2014 року режисером Девідом Ламбертом. Світова прем'єра стрічки відбулася 5 липня 2014 року на Міжнародному кінофестивалі в Карлових Варах, де вона брала участь в конкурсній програмі.

## Сюжет
Молодий проститут-бісексуал Лукас (Науель Перес Біскаярт), більше не може виживати без роботи та грошей у Буенос-Айресі. Якось в Інтернеті, він знайомиться з Анрі (Жан-Мішель Бальтазар), бельгійським пекарем, який почувається самотнім та мріє про хлопців, подібних до Лукаса.
Лукас перетинає Атлантику, щоб стати учнем Генрі, але він почуває себе швидше заручником цього кохання й ледве терпить Генрі. Він закохується в дівчину-клерка з пекарні Одрі (Монья Шокрі), яка недавно овдовіла, але та відмовляє йому. Про це дізнається Анрі…

## У ролях
| • Науель Перес Біскаярт | … | Лукас                |
| • Жан-Мішель Бальтазар  | … | Анрі                 |
| • Монья Шокрі           | … | Одрі                 |
| • Огюстен Легран        | … | Джефф                |
| • Вітторія Сконьямільйо | … | мати Лукаса          |
| • Акілле Ридольфі       | … | Крістоф              |
| • Енн-Марі Луп          | … | Маріанна             |
| • Жан-Мішель Шарлі      | … | перший член комітету |
| • Мішель Адам           | … | другий член комітету |

## Знімальна група
- Автор сценарію — Девід Ламберт
- Режисер-постановник — Девід Ламберт[fr]
- Продюсер — Жан-Ів Рубен
- Виконавчий продюсер — Кассандра Варно
- Співпродюсер — Данієль Морен
- Оператор — Йохан Леграй
- Композитор — Рамачандра Боркар
- Монтаж — Гелен Джирард
- Художник-постановник — Фредерік Дельрю
- Художник по костюмах — Дені Фредерік

## Нагороди та номінації
| Список нагород та номінацій                               | Список нагород та номінацій | Список нагород та номінацій           | Список нагород та номінацій | Список нагород та номінацій | Список нагород та номінацій |
| Кінопремія                                                | Рік                         | Категорія                             | Номінант(и)                 | Результат                   |                             |
| --------------------------------------------------------- | --------------------------- | ------------------------------------- | --------------------------- | --------------------------- | --------------------------- |
| Міжнародний кінофестиваль у Карлових Варах                | 2014                        | Кришталевий глобус за найкращий фільм | Я твій                      | Номінація                   |                             |
| Міжнародний кінофестиваль у Карлових Варах                | 2014                        | Найкращий актор                       | Науель Перес Біскаярт       | Перемога                    |                             |
| Кінофестиваль Chéries-Chéris                              | 2014                        | Гран-прі за найкращий художній фільм  | Я твій                      | Номінація                   |                             |
| Кінофестиваль Chéries-Chéris                              | 2014                        | Приз журі за найкращий художній фільм | Я твій                      | Перемога                    |                             |
| Гентський міжнародний кінофестиваль                       | 2014                        | Гран-прі за найкращий художній фільм  | Я твій                      | Номінація                   |                             |
| Міланський міжнародний лесбійсько-геївський кінофестиваль | 2015                        | Велика нагорода за найкращий фільм    | Я твій                      | Перемога                    |                             |
| Лісабонський міжнародний фестиваль Квір-кіно              | 2015                        | Приз журі найкращому акторові         | Науель Перес Біскаярт       | Перемога                    |                             |